# José Bonifácio (district de São Paulo)
Pour les articles homonymes, voir José Bonifácio.
José Bonifácio est un district situé à la zone est de la ville de São Paulo, géré par la sous-préfecture d'Itaquera et à prédominance résidentielle, avec un grand nombre de bâtiments à faible revenu (ensembles de logements) et de zones semi-rurales. Le quartier est desservi par les trains de la ligne 11 de la CPTM avec une gare homonyme.
Le nom "José Bonifácio" est peu utilisé par la population générale, faisant généralement référence au grand ensemble du même nom, et le quartier est souvent considéré à tort comme faisant partie du district d'Itaquera, principalement à cause du code postal de ses rues avec le préfixe 082 (la partie supérieure de celui-ci : 08250, 08260), le même que le district voisin. Et, de plus, une partie de la Conj. José Bonifácio, les bâtiments à l'ouest de la Rua Virgínia Ferni et d'autres rues extrinsèques au territoire du district José Bonifácio (Jd. Redil), sont en fait situés à Itaquera (la majeure partie de la COHAB se trouve dans le district José Bonifácio). Cependant, il y a des rues dans le quartier José Bonifácio (Jd. São Pedro, Jd. Helena, près de la gare CPTM à l'est et dans les environs) qui prennent CEP 084 et les préfixes téléphoniques 2552, 2553, 2554, 2557, 2960, 2961, caractéristiques de Guaianases, qui commence "officiellement" à l'est de la rua Luís Mateus, dans le cas du CEU São Pedro, ouvert fin 2020.
Quartiers de José Bonifácio : Vila Santa Terezinha ; Conj. Hab. José Bonifácio ; Jardim Morganti ; Jardim São Pedro ; Jardim Helena ; Jardim São Luís ; Parque Central ; Conj. Hab. Itaquera IV ; Jardim Ivete ; Chácara Santa Rita ; Fazenda Caguaçu ; Jardim Sibele ; Chácara Santa Júlia ; Jardim das Crianças ; Jardim Pedra Branca ; Conj. Hab. Fazenda do Carmo ; Conj. Hab. Guaianases B ; Vila Gil ; Jardim Jordão ; Jardim Maria Lídia ; Jardim São Benedito.

## Histoire
La région où se trouve aujourd'hui le quartier José Bonifácio a commencé à être occupée dans les années 1920 par des immigrants japonais, qui y ont établi des fermes, notamment en plantant des prunes et des pêches. En conséquence, la région s'appellerait "Terre du Pêche", qui nommerait plus tard la route du côté ouest du district - Jacu Pêssego.
En 1927, des immigrants japonais ont fondé l'Association des jeunes hommes de la colonie d'Itaquera, qui existe encore aujourd'hui, actuellement sous le nom d'Itaquera Nikkei Clube. De nombreuses fermes de cette période persistent encore dans la zone semi-rurale du quartier, d'autres étant occupées par des usines, des résidences, des clubs ou des projets de logement. Cette zone correspond au quartier appelé, pas par coincidence, Colônia, et c'est aussi là que se trouve également l'Associação Pró-Excepcionais Kodomo no Sono, fondée par des immigrants japonais.
Une étape importante dans l'histoire du quartier a été l'émergence du Conjunto Habitacional José Bonifácio, inauguré par le président João Figueiredo (qui a dirigé le pays de 1979 à 1985) et financé par la Banque nationale du logement. Grâce au grand ensemble, le district a commencé à accueillir des résidents à faible revenu d'autres parties de la ville. En déménageant, ils découvriraient que le quartier avait des bâtiments et de l'asphalte, mais était dépourvu d'assainissement de base, d'installations sociales, d'éclairage public et de transports en commun.
La communauté du quartier a commencé à s'organiser et, grâce à beaucoup d'efforts, plusieurs améliorations ont été obtenues, telles que des écoles, des centres de santé, des garderies, des arrêts d'autobus et l'éclairage. La gare du quartier a ouvert le 27 mai 2000. Construite par le métro, puis transféré au CPTM, elle fait partie de la ligne 11 - Corail (Luz - Estudantes).
Actuellement, la principale revendication du district, compte tenu de la négligence historique de la sous-préfecture d'Itaquera envers ses habitants respectifs, est l'installation de la sous-préfecture de José Bonifácio/Parque do Carmo.

## Caractéristiques

### Zone
Le quartier a une forme allongée et légèrement effilée, situé dans un relief montagneux dans l'extrême zone est de São Paulo, à une distance comprise entre environ 19,5 km (Jd. Morganti) à 22,8 km (Estrada de Iguatemi) de la Praça da Sé. Une bonne partie des plus de 107 000 habitants est concentrée dans la partie nord du district, près d'Itaquera, Lajeado et au nord de Guaianases. Alors que dans d'autres parties, elles sont peu peuplées et semi-rurales, occupées par quelques cabanes et petits villages, comme Fazenda Caguaçu, Jd. Jordão et V. Ivete.
Les principales avenues et routes qui traversent le quartier sont l'avenue Jacu Pêssego/Nova Trabalhadores, estrada de Iguatemi, rua Jardim Tamoio, avenue Professor João Batista Conti, avenue Nagib Farah Maluf, avenue José Pinheiro Borges, rua Virgínia Ferni et l'estrada Itaquera- Guaianases.

### Limites
Le district fait limite avec Itaquera et Lajeado au nord, Guaianases et Cidade Tiradentes à l'est, Iguatemi au sud et Parque do Carmo à l'ouest.

#### Nord
- R. Sabbado Ângelo, R. Lagoa da Barra, R. Virgínia Ferni, Ruisseau Xavantes, Avenue José Pinheiros Borges, R. Hilário Pires et R. Luís Mateus.

#### Est
- Ruisseau Lajeadinho, ruisseau sans nom, Cimetière do Carmo et Ruisseau Itaquera.

#### Sud
- Ruisseau Guaratiba, Estrada Iguatemi et Rivière Aricanduva.

#### Ouest
- Avenue Jacu Pêssego/Nova Trabalhadores, R. Tomé Álvares de Castro et R. Agrimensor Sugaya.

## Armoiries du district de José Bonifácio

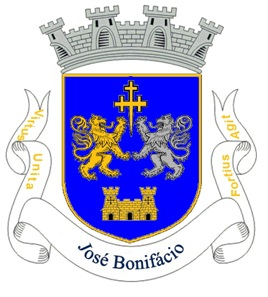
Armoiries du district de José Bonifacio

Description héraldique : sur un champ d'azur, enfilé d'or, au cœur, deux lions rampants au combat, l'un d'argent et l'autre d'or, représentant les luttes menées par les minorités dans la construction et les conquêtes de leur identité. Dans la tête, séparant les lions, tout en étant élevée dans la gloire, une Croix de Lorraine d'or, symbole des minorités fidèles à la vérité et à la justice, qui au moment de l'abandon général (principalement par la Préfecture régionale d'Itaquera à qui il est toujours politiquement subordonné, ainsi que la mairie de São Paulo, qui refuse d'installer la mairie régionale de José Bonifácio, alléguant l'impossibilité en raison de problèmes financiers et d'occupation des terres et d'autres facteurs), ils s'accrochent à leur foi et fixent sur une épopée de résistance et de dépassement. Ils traversent d'innombrables obstacles et épreuves, sans ressources humaines d'aucune sorte, mais avec foi en la Providence, qui à la fin de la bataille, les glorifie avec la victoire, qui au début et pour les incroyants, apparaissait comme humainement irréalisable. En contre-bosse, un château clos, d'or, représentant les bâtiments du plus grand ensemble immobilier des Amériques. Au-dessus des armoiries, une couronne murale d'argent avec 4 tours, représentant le statut de José Bonifácio en tant que district. Dans un listel d'argent, libre sur l'écu, la légende « Virtus Unita Fortius Agit » (L'union fait la force) est inscrite aux extrémités, en bleu. Et au Centre, également d'azur la légende José Bonifácio,.